# Pilot 115 SE
Pilot 115 SE är en svensk lotsbåt som byggdes 2001 som Tjb 115 av Marine Alutech Oy Ab  i Tykö i Finland för Sjöfartsverket i Norrköping. Tjb 115 stationerades vid Sundsvalls lotsplats. År 2005 döptes båten om till Pilot 115 SE.
Pilot 115 SE är numera stationerad på västkusten som reserv i Göteborg, Marstrand och Lysekil 